# Bezrzecze
Bezrzecze (deutsch Brunn) ist ein Dorf in der polnischen Woiwodschaft Westpommern.

## Geographische Lage
Bezrzecze liegt im östlichen Vorpommern, am westlichen Stadtrand von Stettin.

## Geschichte

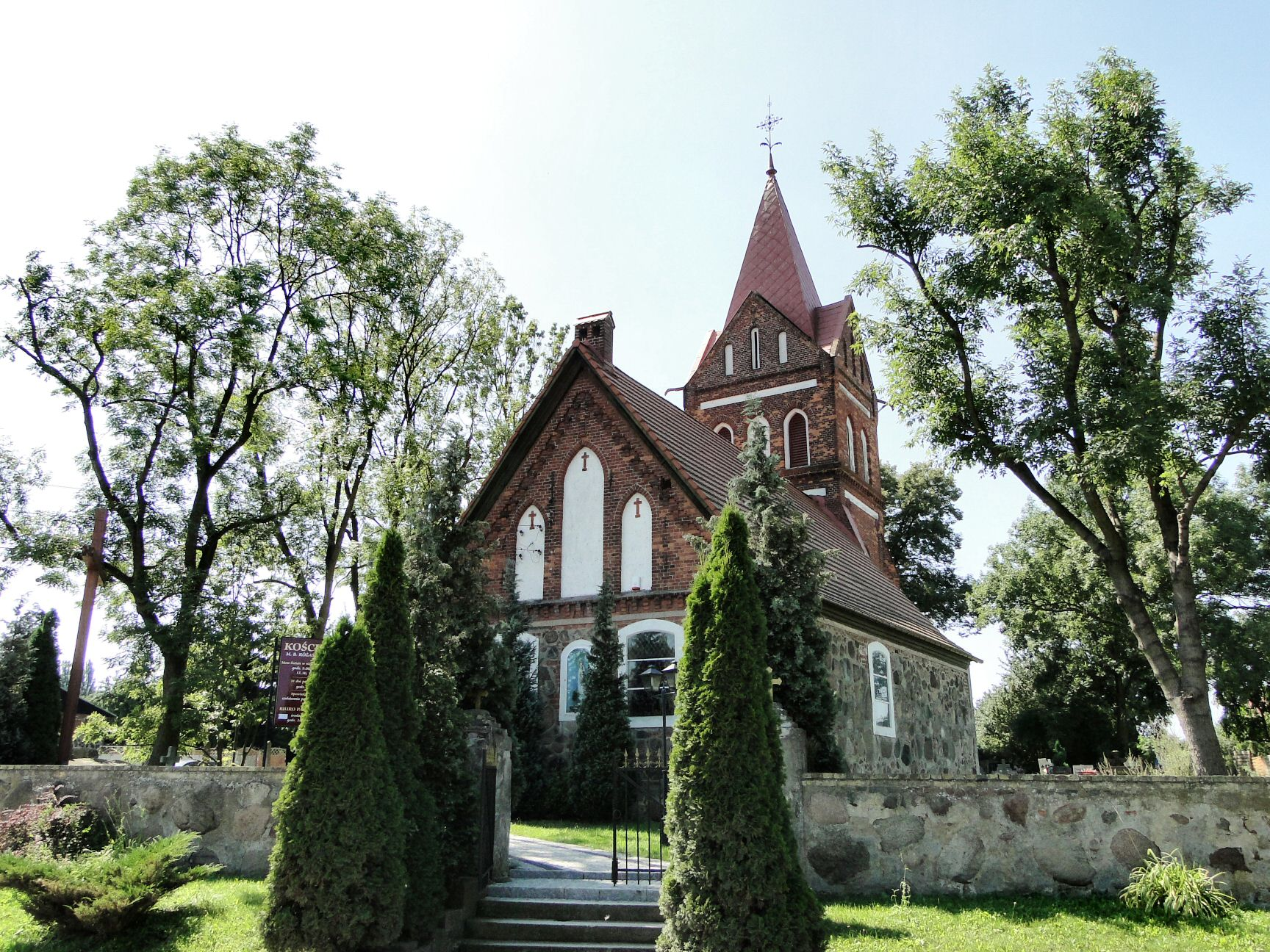
Dorfkirche

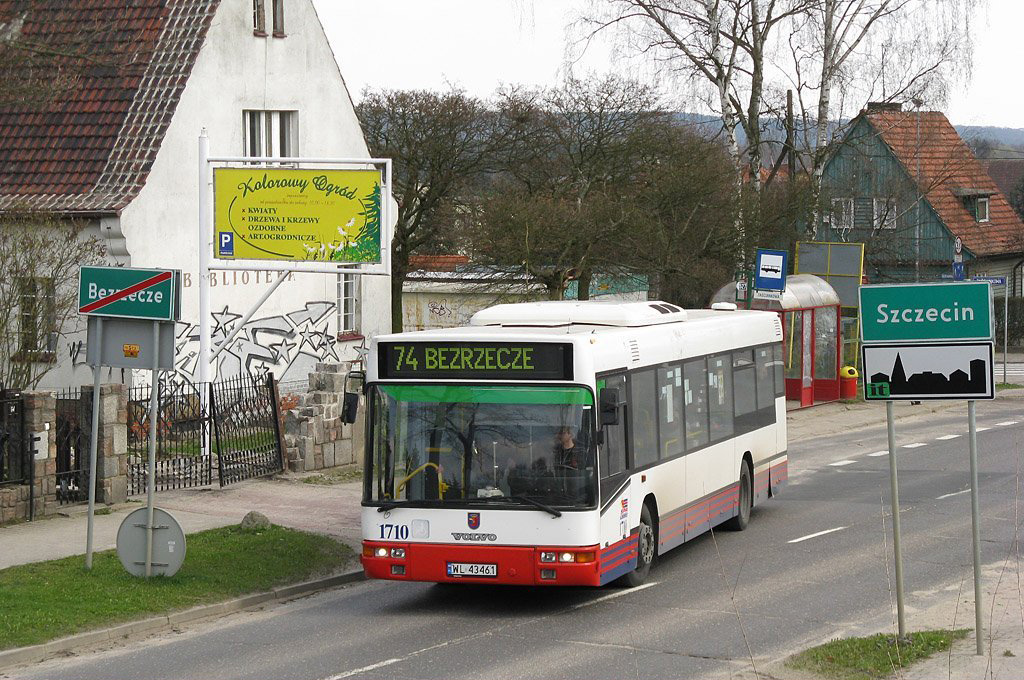
Dorfstraße

Um 1776 gab es in dem Kirchdorf ein Vorwerk, eine Windmühle mit dem Wohnhaus des Müllers, die eine Pachtmühle war, vier Bauern, eine Schmiede, fünf Insthäuser und insgesamt zehn Haushaltungen sowie auf der Feldmark des Dorfs an der Brunnschen Heide und dem See Glambeck eine Ziegelei, eine Fischerei und eine Schäferei. Das Gut Brunn befand sich spätestens seit dem Ende des 18. Jahrhunderts im Besitz der pommerschen Adelsfamilie Ramin. Um 1939 umfasste das Rittergut Brunn mit Waldgut Günnitz gesamt 1410 ha. Letzter Gutsherr der Familie von Ramin war bis 1940 der Rittmeister d. R. Barnim von Ramin (* 1911; † 1945), vermisst in den letzten Kriegstagen. Seine Familie lebte später in Bayern. Ab 1940 gehörte Gut Brunn der Familie von Schöning-Klemmen, Karl Edmund Hans von Schöning-Klemmen (* 1913; † 2007) und seiner ersten Ehefrau Ria von Hagen (* 1917; † 2005), zwei ihrer Söhne wurden in Brunn geboren.
Um 1930 hatte die Gemarkung der Gemeinde Brunn eine Flächengröße von 10 km², und innerhalb der Gemeindegrenzen standen insgesamt 25 Wohngebäude an sechs verschiedenen Wohnorten:
1. Brunn
2. Forsthaus Hammelstall
3. Glambeck
4. Glambecksee
5. Stangenhorst
6. Ziegelei

Im Jahr 1925 wurden in der Gemeinde Brunn 204 Einwohner gezählt, die auf 54 Haushaltungen verteilt waren.
Vor 1945 gehörte Brunn innerhalb der preußischen Provinz Pommern zum Landkreis Randow, bis es am 15. Oktober 1939 dem Landkreis Ueckermünde im Regierungsbezirk Stettin angegliedert wurde.
Seit 1945 steht Brunn unter dem Namen Bezrzecze unter polnischer Administration. Der bis 1945 bestehende Ort ist heute geteilt: der Westteil von Bezrzecze gehört zur Landgemeinde Dobra (Daber) im Powiat Policki, der Ostteil ist ein Ortsteil („Szczecin-Bezrzecze“) im Stadtbezirk Sczczecin-Zachód (Stettin-West).

## Religion
Die vor 1945 in Brunn anwesende Bevölkerung gehörte mit großer Mehrheit dem evangelischen Glaubensbekenntnis an. Im Jahr 1925 wurden in Brunn außer den Protestanten 13 Katholiken gezählt.